# Městský hřbitov v Čáslavi

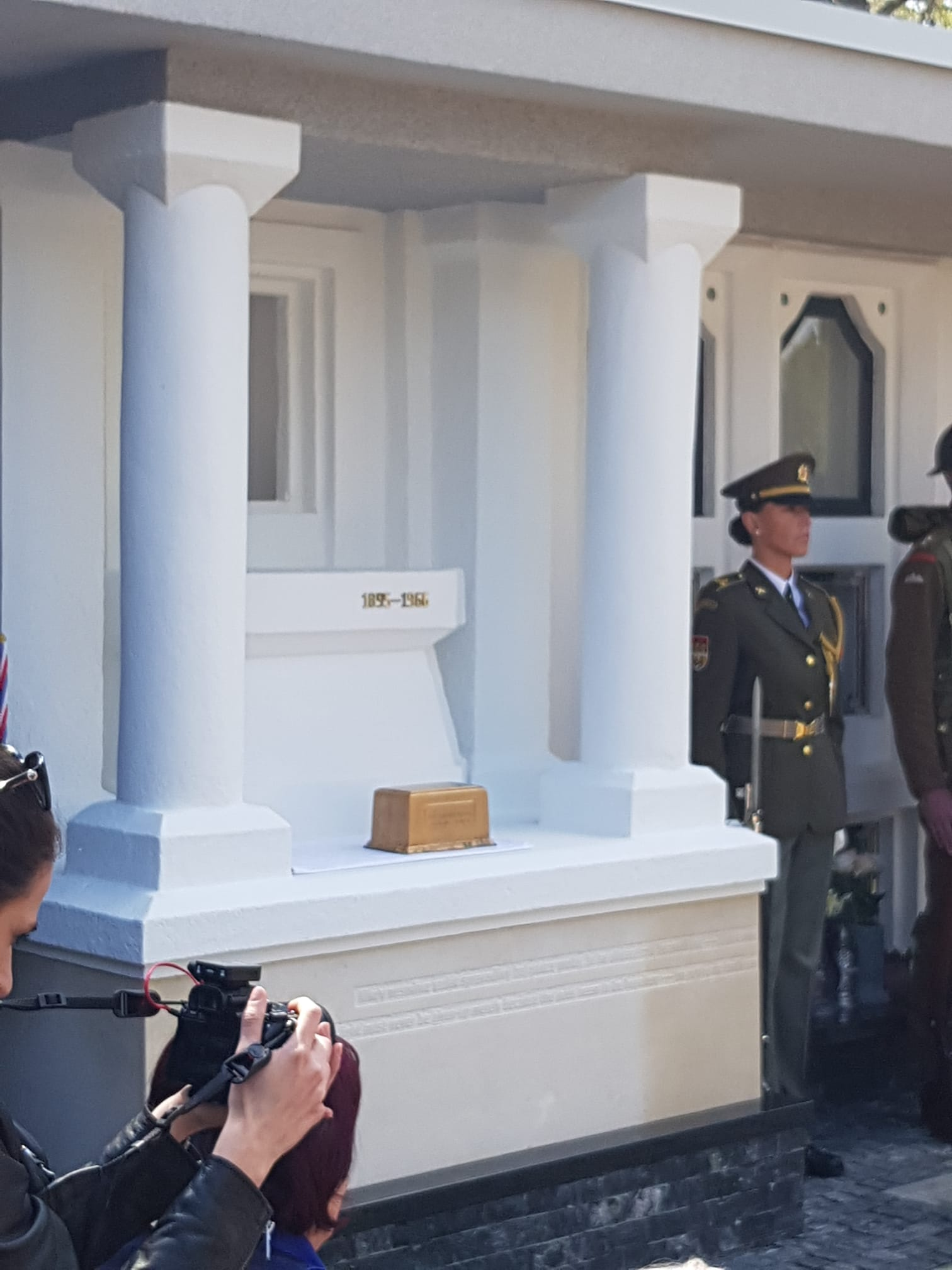
Urna s ostatky generála Františka Moravce při pietním ukládání na hřbitově v Čáslavi dne 26. dubna 2022

Městský hřbitov v Čáslavi je hlavní městský hřbitov v Čáslavi. Nachází se na severním okraji města, v ulici Chotusická.

## Historie

### Vznik
Hřbitov byl vystavěn roku 1884 na velkém pozemku na okraji města jako nový městský hřbitov náhradou za původní, a v té době již kapacitně nedostačující, pohřebiště u kostela svaté Alžběty, které bylo následně rušeno. Spolu s katolickou částí zde vznikly také evangelický a židovský hřbitov. Vstup tvoří masivní zděná neoklasicistní brána, zbudována zde byla také márnice.
Podél zdí areálu je umístěna řada hrobek významných obyvatel města. Pohřbeni jsou na hřbitově i vojáci a legionáři bojující v první a druhé světové válce.

### Po roce 1945
S odchodem téměř veškerého německého obyvatelstva města v rámci odsunu sudetských Němců z Československa ve druhé polovině 40. let 20. století zůstala řada hrobů německých rodin opuštěna a bez údržby. V pozdějších letech byl hřbitov nadále rozšiřován.

## Osobnosti pohřbené na tomto hřbitově
- Emanuel Klier (1836–1896) – ředitel kůru
- Viktor Girtler von Kleeborn (1855–1911) – šlechtic, majitel zámku Filipov
- Jan Čapek (1821–1904) – c. k. notář, president notářské komory
- Rudolf Jablonský (1836–1902) – politik a poslanec Českého zemského sněmu, starosta města
- Antonín Špinar (1840–1908) – advokát
- Jan Zimmer (1858–1938) – politik a poslanec Českého zemského sněmu, starosta města
- Bohuslav Kozák (1903–1938) – malíř a profesor
- František Moravec (1895–1966) – legionář, šéf čs. rozvědky a exulant
- František Tetřev – stavitel (rodinná kaplová hrobka)
- Miloš Saxl (1921–1992) – výtvarný teoretik, ředitel Galerie moderního umění v Roudnici nad Labem
- Alois Vraný (1851-1907) - akadmický malíř